# Фуженко Анатолій Семенович
Анато́лій Семе́нович Фуже́нко (25 лютого 1936, Свидівок — 3 жовтня 1999) — український радянський скульптор, член Спілки художників України. Заслужений діяч мистецтв України з 1996 року.

## Біографія
Народився 25 лютого 1936 року на Черкащині. В 1962 році закінчив Київський художній інститут.

Могила Анатолія Фуженка

Мешкав у Києві в будинку на вулиці Волгоградській, № 41А, квартира № 123. Помер 3 жовтня 1999 року. Похований разом з дружиною в Києві на Байковому кладовищі (ділянка № 49б, 50°25′3.02″ пн. ш. 30°30′2.90″ сх. д. / 50.4175056° пн. ш. 30.5008056° сх. д.).

## Творчість
Пам'ятники:
- Т. Шевченкові в Москві (1964, у співавторстві з М. Грицюком і Ю. Синькевичем);
- М. Мокрякові в Новоукраїнці (1971);
- О. Довженкові в Сосниці;
- Богданові Хмельницькому у Черкасах (1995).
- бюст на могилі педагога Василя Сухомлинського в Павлиші.

станкова скульптура:
- «Тарас Шевченко» (1963, 1964),
- «Нестор літописець» (1971);

Тематична скульптура — «Хліб» (1963) та інші.
Військовий меморіал в Мелітополі (1967, скульптори М. Я. Грицюк, Ю. Л. Синькевич, А. С. Фуженко, архітектори А. П. Сницарєв, О. К. Стукалов).